# Węgorzyn (województwo zachodniopomorskie)
Węgorzyn – wieś w północno-zachodniej Polsce, położona w województwie zachodniopomorskim, w powiecie gryfickim, w gminie Karnice.
Według danych pod koniec 2004 roku wieś miała 136 mieszkańców.
W latach 1946–1998 miejscowość administracyjnie należała do województwa szczecińskiego.

## Osoby związane z Węgorzynem
- August Froehlich – ksiądz katolicki, przeciwnik nazizmu, który za obronę polskich robotników przymusowych został zamęczony w niemieckim obozie koncentracyjnym KL Dachau